# All Africa Conference of Churches
All Africa Conference of Churches (AACC) är en afrikansk ekumenisk organisation, bildad den 20 april 1963 i Kampala, Uganda.

## Kongresser
Därefter har man varit samlade till följande kongresser:
- 1969: Abidjan, Elfenbenskusten
- 1974: Lusaka, Zambia
- 1981: Nairobi, Kenya
- 1987: Lomé, Togo
- 1992: Harare, Zimbabwe
- 1997: Addis Ababa, Etiopien
- 2003: Yaoundé, Kamerun
- 2008: Maputo, Moçambique

## Administration
AACC har sitt högkvarter i Nairobi, Kenya.
AACC består av 133 medlemskyrkor och 32 nationella ekumeniska råd i 39 länder, med sammanlagt 120 miljoner medlemmar.
Dessa är samlade i fyra regionala samarbetsorgan:
- Fellowship of Christian Councils & Churches in the Great Lakes and the Horn of Africa (FECCLAHA)
- Fellowship of Christian Councils & Churches in West Africa (FECCIWA)
- Fellowship of Christian Councils & Churches in Southern Africa (FOCCISA)
- Fellowship of Christian Councils & Churches in Central Africa (FOCCOCA)

## Anslutna ekumeniska organisationer
- Conselho de Igrejas Cristas em Angola
- Botswana Christian Council
- Conseil National des Eglises du Burundi
- Faculté de Théologie Protestante (Kamerun)
- Conseil des Eglises Protestantes du Cameroun (FEMEC)
- The Gambia Christian Council
- Christian Council of Ghana
- Organization of African Instituted Churches (Kenya)
- Christian Council of Lesotho
- Liberian Council of Churches
- Liberia Baptist Missionary & Educational Convention, Inc.
- Fédération des Eglises Protestantes à Madagascar
- Malawi Council of Churches
- Zomba Theological College (Malawi)
- Conselho Cristâo de Moçambique
- Council of Churches in Namibia
- Christian Council of Nigeria
- Conseil Protestant du Rwanda
- Association des Eglises Baptistes au Rwanda
- Rwandan Women Community Development Network
- Council of Churches in Sierra Leone
- South Africa Council of Churches
- Interdenominational African Ministries' Association of Southern Africa(IDAMASA)
- Sudan Council of Churches
- Council of Swaziland Churches
- Christian Council of Tanzania
- Uganda Joint Christian Council
- Christian Council of Zambia
- Mindolo Ecumenical Foundation (Zambia)
- Zimbabwe Council of Churches
- Christian Care (Zimbabwe)
- Association of Christian Lay Centres in Africa (ACLCA)